# 학사 기생
"학사기생"은 한국에서 제작된 김수용 감독의 1966년 영화이다. 강신성일 등이 주연으로 출연하였고 김인동 등이 제작에 참여하였다.

## 출연

### 주연
- 강신성일
- 남정임
- 최남현
- 주선태

## 기타
- 조명: 손영철
- 미술: 박석인